# Lista över svenska vedettbåtar
Detta är en lista över svenska vedettbåtar.

## Operativa
- HMS Jägaren (V150)

## Utrangerade
- HMS Sprängaren (49) (1918)
- HMS Jägaren (1932)
- HMS Kaparen (1933)
- HMS Snapphanen (1933)
- HMS Edöfjärd (1933)
- HMS Väktaren (1934)
- HMS Skanör (V01)
- HMS Smyge (V02)
- HMS Arild (V03)
- HMS Viken (V04)
- HMS Öregrund (V05)
- HMS Slite (V06)
- HMS Marstrand (V07)
- HMS Lysekil (V08)

### Typ III
- HMS Dalarö (V09)
- HMS Sandhamn (V10)
- HMS Östhammar (V11)

### Omklassade torpedbåtar
Först klassad som torpedbåt, omklassade till vedettbåtar i slutet av 1920-talet, början 1930-talet.

- HMS Altair
- HMS Antares
- HMS Arcturus
- HMS Argo
- HMS Astrea
- HMS Castor
- HMS Iris
- HMS Perseus
- HMS Polaris
- HMS Pollux
- HMS Regulus
- HMS Rigel
- HMS Spica
- HMS Thetis
- HMS Vega
- HMS Vesta

### Först som minsvepare, omklassad till vedettbåt 1979
- HMS Tärnö (V52)
- HMS Tjurkö (V53)
- HMS Sturkö (V54)
- HMS Ornö (V55)

### Hjälpvedettbåtar
- Hjvb 232 (Isbjörn)
- Hjvb 282 (Libanon)
- Hjvb 356 (Barry)
- Hjvb 356 (Condor)
- Hjvb 356 (Ocean)

### Vedettbåtar tillhörande Kustartilleriet 1946 - 1982
- V51
- V52
- V53
- V54
- V55
- V56
- V57